# Митюков, Анатолий Владимирович
Анатолий Владимирович Митюков (1931—2015) — советский инженер-конструктор и организатор производства в системе атомной промышленности; Директор Комбината «ЭХП» МСМ СССР (1989—1991). Лауреат Государственной премии СССР (1973).

## Биография
Родился в 1931 году в городе Гурьевск (сейчас — в составе Кемеровской области) в рабочей семье.
В 1955 году после окончания Томского политехнического института получил специальность инженер-технолог.
С 1955 года — на предприятиях атомной промышленности СССР: работал в закрытом городе Арзамас-16 — инженер-конструктором, старшим инженер-конструктором Сектора № 10 КБ-11.
С 1957 года направлен в закрытый город Свердловск-45 на Завод № 418 МСМ СССР — руководителем группы, начальником отдела Серийного конструкторского бюро (СКБ). С 1966 года назначен заместителем главного конструктора, с 1967 года — главным конструктором-начальником СКБ. С 1979 года назначен главным инженером-первым заместителем директора, с 1989 года назначен директором Комбината «Электрохимприбор» МСМ СССР.
С 1991 года — на пенсии. Умер в 2015 году в городе Лесной.

## Общественная деятельность
Неоднократно избирался депутатом городского Совета депутатов трудящихся и членом бюро ГК КПСС города Свердловск-45.

## Награды

### Ордена
- Два Ордена Трудового Красного Знамени (1971, 1981)
- Орден «Знак Почёта» (1962)

### Премии
- Государственная премия СССР (1973)

### Знаки отличия
- Почётный гражданин города Лесного (1997[3]) — «за многолетнюю безупречную работу, отличные организаторские способности, активную общественную работу»